# Мануель Мургія
Мануель Антоніо Мартінес Мургія (гал. Manuel Antonio Martínez Murguía); (17 травня 1833 року, село Фрошел, Артейшо, Галісія — 2 лютого 1923 року, Корунья, Галісія) — іспанський історик, поет, письменник, журналист, видатна постать Галісійського відродження (гал. Rexurdimento решурдіменто або ісп. Resurgimiento ресурхімьєнто) — відродження галісійскої мови та галісійської літератури 2-ї половини XIX сторіччя. Відноситься до митців, які писали іспанською та галісійською мовами. Один із ідеологів галісійського націоналізму. Засновник і перший голова Королівської галісійської академії. Чоловік галісійської та іспанської поетеси Росалії де Кастро.
День галісійської літератури 2000 року був присвячений Мануелю Мургії.

## Біографія
Народився в родині фармацевта. Батько, Хуан Мартінес де Кастро (Juan Martínez de Castro) був власником аптеки спочатку в А Коруньї, а пізніше — в Сантьяго-де-Компостела, куди переїхав разом з родиною. Мати Консепсьйон Мургія (Concepción Murguía). В Сантьяго вивчав гуманітарні науки та латинь, в 1851 році отримав ступінь бакалавра філософії. В культурному центрі Liceo de la Juventud в Сантьяго познайомився з Ауреліо Агірре (Aurelio Aguirre), Едуардо Пондалом та Росалією де Кастро, які також поділяли прагнення відродження галісійської мови та літератури.
1853 року переїхав до Мадрида, де почав друкувати свої твори. 1 червня 1854 видав свій перший вірш галісійською Nena das Soidades. Співпрацював з різноманітними періодичними виданнями, зокрема публікувався в La Iberia та Las Novedades. Саме в Мадриді знову зустрівся з Росалією де Кастро, з якою одружився в 1858 році. Через кілька місяців після одруження молодята повернулися до Галісії. Родина часто змінювала місце проживання: Мадрид, Сантьяго, Корунья, Лестробе, Віго, Луго, Сіманкас и Падрон.

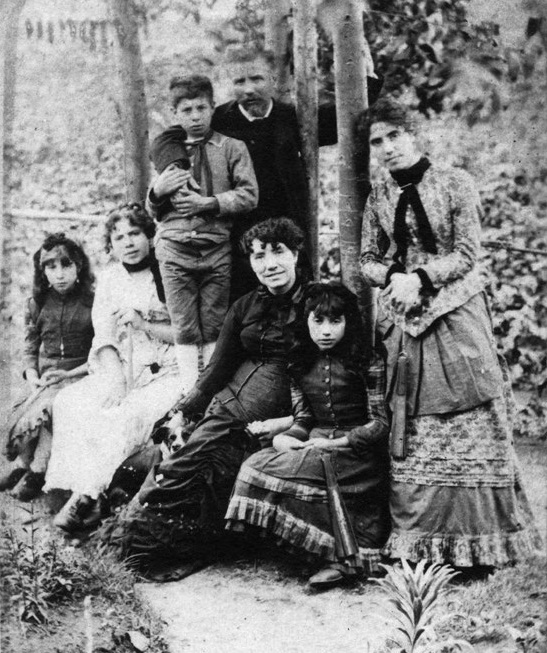
Мануель Мургія з родиною, 1884 рік

Мануель Мургія підтримував і заохочував творчі кроки дружини. Завдяки його активності, в день його 30тирічного ювілею, 17 травня 1863 року було видано поетичну збірку Росалії де Кастро Cantares gallegos («Галісійські пісні»). Саме ця збірка стала початком епохи Відродження галісійської літератури. 17 травня 1963 року, на сторіччя з виходу збірки, Королівською галісійською академією було започатковане щорічне свято - День галісійської літератури.
Всю другу половину XIX століття Мануель Мургія активно займався журналістикою, співпрацював як журналіст з виданнями La Oliva та El Miño та як редактор - з El Diario de La Coruña з La Ilustración Gallega y Asturiana. З 1890 року став спів-редактором журналу La Patria Gallega. 
В 1905 році, під час зустрічі з колегами в букіністичній крамниці A Cova Céltica в Коруньї, висловив ідею створення академії галісійської мови і літератури. 25 серпня 1906 року було створено Королівську галісійську академію, першим головою якої став Мануель Мургія.
Помер 2 лютого 1923 року. Похований в Коруньї.

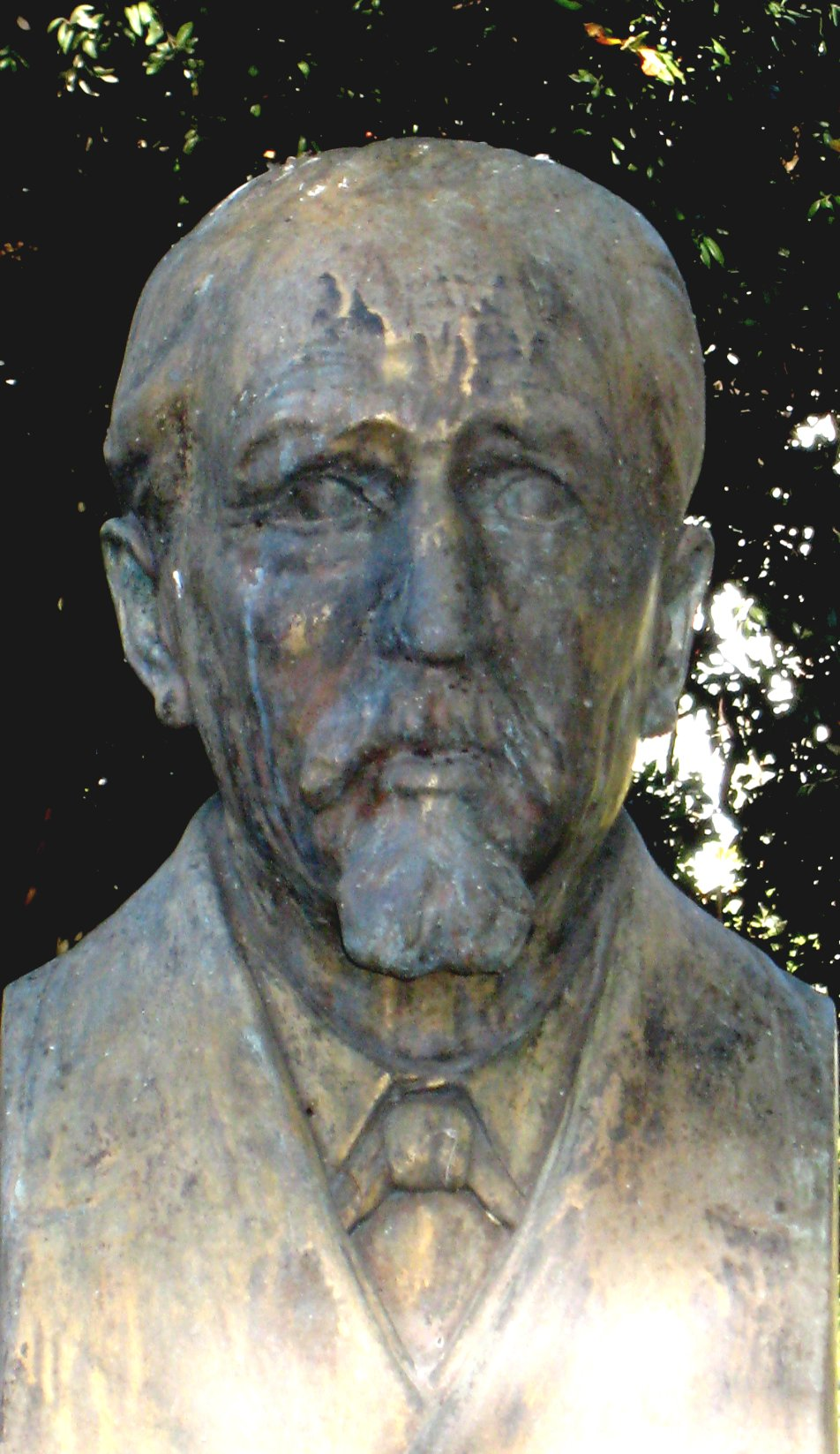
Бюст Мануеля Мургії в Коруньї

## Твори
- La primera luz, Vigo, Juan Compañel, 1860.
- Diccionario de escritores gallegos, Vigo, Juan Compañel, 1862.
- De las guerras de Galicia en el siglo XV y de su verdadero carácter, La Coruña, 1861.
- Historia de Galicia, T. I, Lugo, Soto Freire,1865, T. II, Lugo, Soto Freire, 1866, T. III, La Coruña, Libr. de A. Martínez Salazar, 1888, Tomo IV, La Coruña, Libr. de E. Carré Aldao, 1891, T.V, La Coruña, 1911.
- Memoria relativa al Archivo Regional de Galicia, La Coruña, 1871.
- Biografía del P. M. Fr. Benito Gerónimo Feijóo, Santiago, Est. Tip. de El Diario, 1876.
- El foro, Madrid, Libr. de Bailly Bailliere, 1882.
- El arte en Santiago durante el siglo XVIII y noticia de los artistas que florecieron en dicha ciudad y centuria, Madrid, Est. Tip. de Fernando Fé, 1884.
- Los Precursores, La Coruña, Latorre y Martínez Editores, Biblioteca Gallega, 1886.
- Galicia, Barcelona, Daniel Cortezo, 1888.
- El regionalismo gallego, La Habana, Imp. La Universal, 1889.
- En prosa, (contiene la novela El puñalito), La Coruña, 1895.
- Don Diego Gelmírez, La Coruña, Imprenta y Librería de Carré, 1898.
- Los trovadores gallegos, La Coruña, Imp. de Ferrer, 1905.
- Apuntes históricos de la provincia de Pontevedra, folletín de La Temporada, Mondariz, Imp. del Establecimiento, 1913.
- Política y sociedad en Galicia, Madrid, Akal, Arealonga, 8, 1974, ed. de X. Alonso Montero

### Поезія
- Nena d’as soidades (poema), La Oliva, 27-2-1856.
- Madrigal (poema), La Oliva, 8-3-1856.
- La flor y el aire (poema), La Oliva, 19-3-1856.
- A una paloma (poema), La Oliva, 3-5-1856.
- A las ruinas del Castillo de Altamira (poema), La Oliva, 31-5-1856.
- En un Álbum (poema), La Oliva, 31-5-1856.
- Al partir (poema), Galicia (La Coruña), 1862, páx. 39.
- Tres poemas na antoloxía El Álbum de la Caridad, La Coruña, 1862. Son los poemas Madrigal, Nena d’as soledades y Gloria.
- Sueños dorados (poema), en García Acuña (177) y antes en el Álbum de El Miño.
- Ildara de Courel, (poema), en García Acuña (177-178).
- Soneto de Pardo de Cela, (poema), en García Acuña (179).
- Los versos fueron mi ilusión primera (poema de 1903), en Naya (1950: 104).

### Проза
- Un can-can de Musard (cuento), 1853.
- Un artista (cuento), Madrid, 1853; con el título de "Ignotus" en Los Precursores (1886).
- Desde el cielo, (novela), Madrid, La Iberia, 1854; Vigo, Imp. de La Oliva, 1856; Madrid, Biblioteca de Escritores Gallegos, 1910.
- Luisa (cuento), Madrid, 1855 y La Coruña, 1862.
- La Virgen de la Servilleta, (novela), Madrid, 1855.
- El regalo de boda (novela), La Iberia, Madrid, 1855.
- Mi madre Antonia (novela), Vigo, La Oliva, 1856.
- Don Diego Gelmírez (novela), Madrid, La Oliva, 1856.
- El ángel de la muerte (novela), Madrid, La Crónica, 1857.
- La mujer de fuego (novela), Madrid, 1859.

## Родина
- Росалія де Кастро — дружина (1837—1885)
- Алехандра Мургіа (ісп. Alejandra Murguía) — дочка (1859—1937)
- Аура (ісп. Aura) — дочка (1868—1942)
- Гала (ісп. Gala) — дочка (1871—1964)
- Овідіо Мургіа (ісп. Ovidio Murguía) — син, художник (1871—1900)
- Амара (ісп. Amara) — дочка (1873—1921)
- Адріано (ісп. Adriano) — син (1875—1876)
- Валентина (ісп. Valentina) — дочка (1877—1877)